# Новоусадские Выселки
Новоусадские Выселки — село в Ельниковском районе Мордовии России. Входит в состав Стародевиченского сельского поселения.

## География
Расположены на речке Кивчей, в 23 км от районного центра и 71 км от железнодорожной станции Ковылкино.

## История
Основаны переселенцами из с. Новый Усад. В «Списке населённых мест Пензенской губернии» (1869) Новоусадские Выселки — деревня казённая из 45 дворов Краснослободского уезда. В 1930 году был образован колхоз «17 лет Октября», с 1967 г. — ТОО «Новый путь», 1996 г. — СХПК, с 2003 г. — ООО «Вира». В современном селе — основная школа, библиотека, Дом культуры, отделение связи, магазин, медпункт.

## Население
| 2002 | 2010 |
| ---- | ---- |
| 129  | ↘94  |

Национальный состав
Согласно результатам Всероссийской переписи населения 2002 года, в национальной структуре населения русские составляли 84 %.

## Источник
- Энциклопедия Мордовия, М. Е. Митрофанова.